# Batterie de Sermenaz
La batterie de Sermenaz ou fort de Sermenaz ou batterie de Gribeauval est un ancien élément de fortification de la deuxième ceinture de Lyon. Associé au fort de Vancia (il permettait de combler un angle mort du fort de Vancia dans la protection de Lyon), il a été construit en 1878-1879.
Il est situé sur le plateau de Sermenaz (ou Mont Goitron) à Neyron en France.

## Description
Elle est composée de sept bouches à feu entourées par un fossé traversé par un pont roulant, lui-même couvert par deux caponnières. La garnison de cet édifice était composée de 75 hommes abrités dans une caserne protégée d'une motte de terre au centre de l'ouvrage. Un magasin à poudre de 26 tonnes alimentait l'artillerie.

## Histoire
L'ouvrage est construit de 1878 à 1879.
En 1943, des stocks d'armes et de munitions sont constitués dans la batterie de Sermenaz, par le maquis du Camp Didier.

## Utilisation contemporaine
Le fort est désaffecté et fermé au public. Il est en général ouvert à la visite lors des journées européennes du patrimoine.
De 2013 à 2019, l'office national des forêts conduit une opération de réhabilitation du domaine forestier entourant le fort. Cette opération implique le plantage de 500 arbres.
Une initiative nommé "Forts pour demain" consiste depuis septembre 2020 en la plantation d'arbres fruitiers aux alentours du fort.
Le 20 janvier 2021, une cérémonie est organisée au fort pour le 100e anniversaire d'Henry Peyrelongue, résistant, Commandeur de la Légion d'honneur, ancien maire de Neyron (1995-1999).
En 2023, est annoncé la future création d'un tiers-lieu dans le fort, financée par la Fondation du patrimoine.

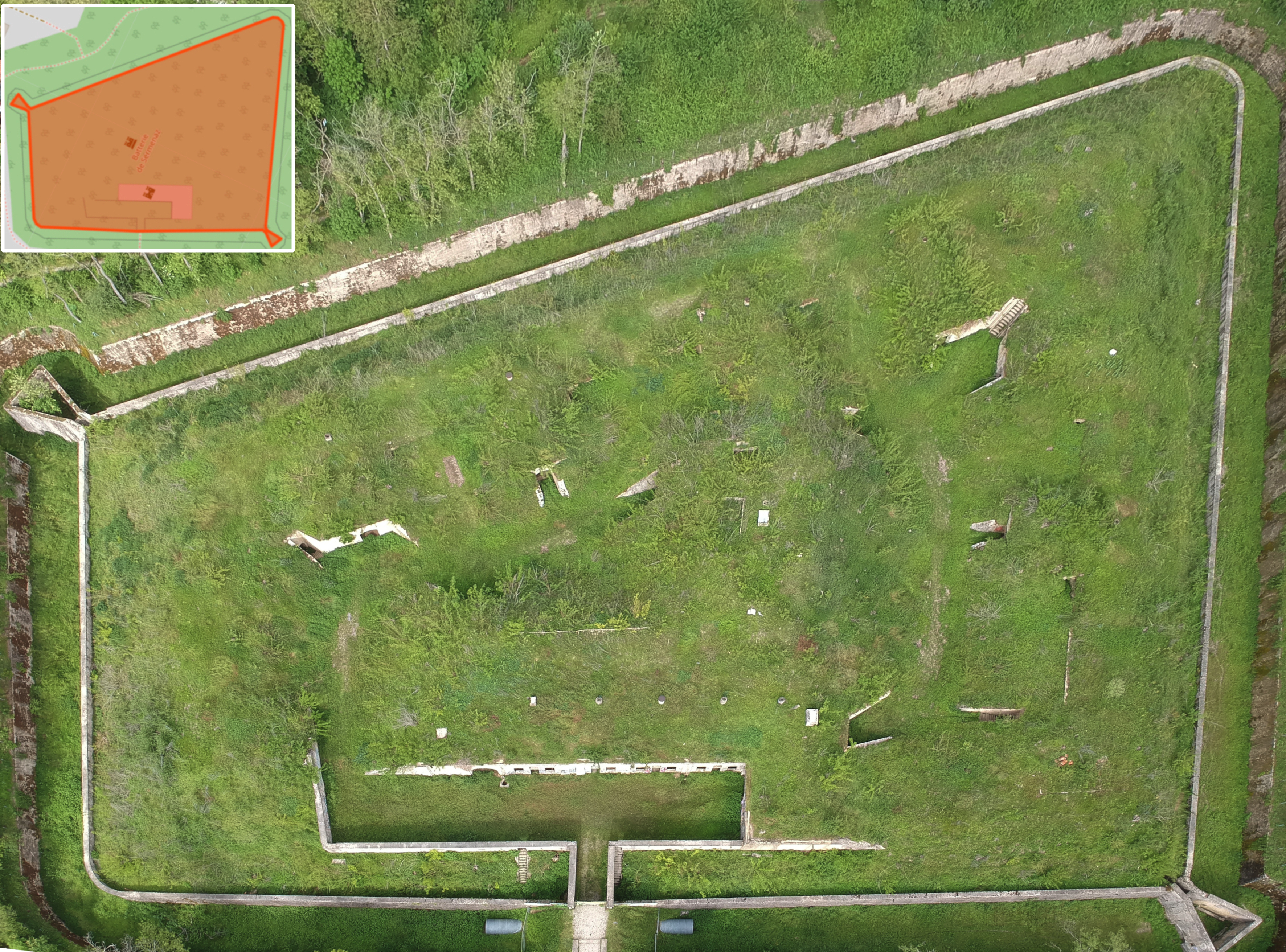
Vue aérienne du fort dans la direction Nord-Est.